# Nhiệt kế cao nhất thế giới

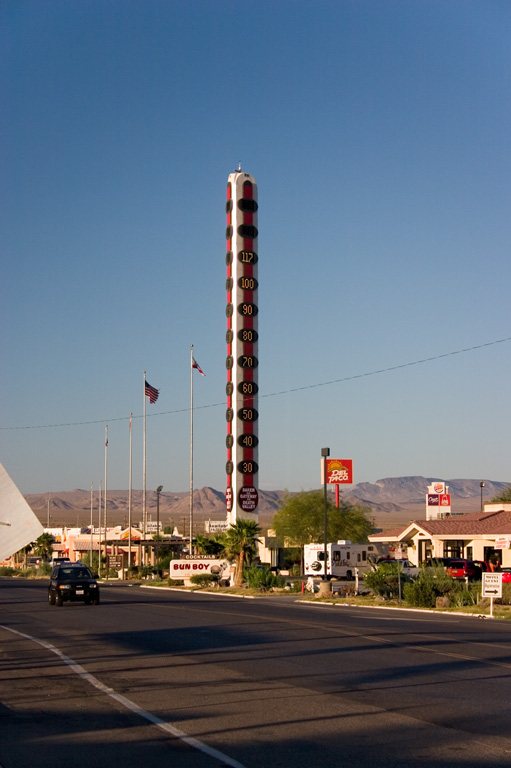
Nhiệt kế cao nhất thế giới

Nhiệt kế cao nhất thế giới là một điểm mốc nằm ở khu dân cư Baker, California, Hoa Kỳ.
Về kỹ thuật, nó là một bảng điện tử hơn là một nhiệt kế cao; tuy nhiên nó được dựng lên để đánh dấu nhiệt độ kỷ lục 134 độ Fahrenheit (57 độ Celsius) được ghi nhận gần Thung lũng Chết vào ngày 10 tháng 7 năm 1913.
Nó cao 134 ft và có khả năng biểu thị nhiệt độ tối đa là 134 độ F (nhiệt độ kỷ lục như đã nói ở trên).

## Lịch sử
Được quận San Bernardino chấp thuận qua nhà quy hoạch Nancy Sansonetti, nó được Công ty Bảng hiệu Điện tử Young của Salt Lake City, Utah xây dựng vào năm 1991.

## Vị trí
Nhiệt kế cao nhất thế giới nằm cạnh Nhà hàng Big Boy nổi tiếng và được nhìn thấy dọc theo Xa lộ Liên tiểu bang 15 trong hoang mạc Mojave thuộc miền nam California ở thành phố Baker. Dọc theo xa lộ này, nhiệt kế được nhìn thấy từ ba phía khác nhau.